# Vetter (Familienname)
Vetter ist ein weit verbreiteter Familienname.

## Herkunft und Bedeutung
Der Familienname Vetter geht entweder auf den Beruf des Gerbers (Häutebearbeiter; niederländisch: huidevetter) oder des Spediteurs (Auflader, von aufladen, fassen; niederdeutsch: zu vatten) zurück. Außerdem kann es sich um einen Verwandtschaftsnamen handeln, der auf das mittelhochdeutsche Wort veter(e) für Vatersbruder, Vetter zurückgeht.

## Namensträger

### A
- Adina Vetter (* 1980), deutsche Schauspielerin
- Adolf Vetter (1918–1973), deutscher Fußballspieler
- Albert Vetter (?–1962), deutscher Ingenieur und Unternehmer
- Alfred Vetter (?–1938), Schweizer Drucker und Verleger
- Angelika Vetter (* 1966), deutsche Politik- und Sozialwissenschaftlerin sowie Hochschullehrerin
- Anna Vetter (1630–1703), deutsche Predigerin und Mystikerin
- Anouk Vetter (* 1993), niederländische Leichtathletin
- Anton Vetter, Edler von Doggenfeld  (1803–1882), Feldmarschall-Lieutenant des ungarischen Honved während der Ungarischen Revolution von 1848/49
- Arnold Vetter (1866–1933), deutscher Unternehmer und Firmengründer
- August Vetter (Unternehmer) (1847–1907), russischer Unternehmer, Schulgründer und Stifter
- August Vetter (Heimatforscher, 1862) (1862–1923), deutscher Antiquar und Heimatforscher
- August Vetter (Psychologe) (1887–1976), deutscher Psychologe
- August Vetter (Heimatforscher, 1927) (1927–1999), deutscher Lehrer, Heimatforscher und Mundartschriftsteller
- Austin Vetter (* 1967), US-amerikanischer Geistlicher, Bischof von Helena

### B
- Barbara Vetter (* 1982), deutsche Philosophin und Hochschullehrerin
- Benjamin Vetter (1848–1893), schweizerisch-deutscher Zoologe, Anatom und Hochschullehrer
- Bernd Vetter (* 1948), deutscher Rechtsanwalt und Politiker (GAL), MdHB
- Bernhard Vetter (* 1975), deutscher Tenor

### C
- Carl Vetter (* 1949), deutscher Klang- und Installationskünstler
- Charles Vetter (1858–1941), deutscher Zeichner und Maler des Impressionismus
- Christa Vetter (1932–2018), deutsche Fernseh- und Hörspiel-Dramaturgin
- Christian Vetter (1688–1734), böhmischer Bildhauer
- Christine Bösch-Vetter (* 1982), österreichische Politikerin (GRÜNE)
- Christoph Vetter (1982), deutscher Handballspieler
- Christophe Vetter (* 1990), deutsch-französischer Schauspieler
- Clara Vetter (* 1996), deutsche Jazzmusikerin
- Claudia Vetter (* 1973), deutsche Volleyball- und Beachvolleyballspielerin
- Conrad Vetter (1548–1622), deutscher Publizist und Schriftsteller

### D
- Daniel Vetter (1657–1721), deutscher Organist und Komponist
- David Vetter (1971–1984), US-amerikanischer „Bubble Boy“
- Dieter Vetter (1931–2006), deutscher evangelischer Theologe

### E
- Ekkehart Vetter (* 1956), deutscher evangelischer Theologe und Vorsitzender der Deutschen Evangelischen Allianz
- Ellen Vetter (* 1962), deutsche Malerin
- Emil Vetter (1878–1963), österreichischer Sprachwissenschaftler
- Ernst Vetter (1906–1990), deutscher Politiker und Staatssekretär
- Ernst Günter Vetter (1920–2003), deutscher Wirtschaftsjournalist und -redakteur
- Erwin Vetter (* 1937), deutscher Kommunal- und Landespolitiker (Baden-Württemberg, CDU)
- Erwin Vetter (Schiedsrichter) (1919–2007), deutscher Fußballschiedsrichter
- Ewald Vetter (Maler) (1894–1981), deutscher Maler
- Ewald M. Vetter (1922–2006), deutscher Kunsthistoriker

### F
- Ferdinand Vetter (1847–1924), Schweizer Germanist
- Franz Vetter (Maler) (Franz Vetter-Gotha; 1886–1967), deutscher Maler, Grafiker und Schriftsteller
- Franz Vetter (Skisportler) (1933–2009), österreichischer Skilangläufer und Biathlet
- Franz Xaver Vetter (1797–1845), deutscher Opernsänger (Tenor)
- Friedrich Vetter (Geograph) (* 1940), deutscher Stadt- und Verkehrsgeograph
- Friedrich Wilhelm August Vetter (1799–nach 1840), deutscher Mediziner und Balneologe
- Fritz Vetter (1901–1969), deutscher Politiker (GB/BHE)

### G
- Gabriel Vetter (* 1983), Schweizer Slampoet
- Georg Vetter (Kirchenlieddichter) (1536–1599), deutscher Kirchenlieddichter
- Georg Vetter (Maler) (1891–1969), deutscher Maler
- Georg Vetter (Rechtsanwalt) (* 1962), österreichischer Politiker und Autor
- Gerhard Vetter (Fotograf) (1918–1971), deutscher Fotograf
- Gerhard Vetter (Schachspieler) (* 1936), deutscher Fernschachspieler
- Gisela Vetter-Liebenow (* 1959), deutsche Kunsthistorikerin und Museumsdirektorin
- Günter Vetter (1936–2022), österreichischer Politiker (ÖVP)
- Günther Vetter (1920–2014), deutscher Chirurg
- Gustav Vetter (1936–2013), österreichischer Politiker (ÖVP)

### H
- Hans Vetter (Unternehmer) (1869–1921), deutscher Unternehmer
- Hans Vetter (Mediziner, 1893) (1893–1967), Schweizer Pathologe
- Hans Vetter (Schachspieler) (1894–1973), deutscher Schachspieler und Schachkomponist
- Hans Vetter (Verleger) (1894–1985), Schweizer Verleger
- Hans Vetter (Mediziner, 1941) (1941–2023), deutscher Internist, Hochschullehrer und Galerist
- Hans Adolf Vetter (1897–1963), österreichischer Architekt
- Hans-Joachim Vetter (1906–2001), deutscher Gesangslehrer, Professor und Musikdirektor
- Hans-Jörg Vetter (* 1952), deutscher Bankmanager
- Hans Rudolf Vetter (1935–1995), Schweizer Drucker und Verleger
- Heinrich Vetter (Politiker) (1890–1969), deutscher Politiker (NSDAP)
- Heinrich Vetter (Unternehmer) (1910–2003), deutscher Unternehmer
- Heinrich Ludwig Vetter (1747–1814), deutscher Komponist
- Heinz Vetter (* 1924), deutscher Agrarwissenschaftler und Hochschullehrer
- Heinz Oskar Vetter (1917–1990), deutscher Gewerkschafter und Politiker (SPD)
- Hellmuth Vetter (1910–1949), deutscher Mediziner
- Helmut Vetter (Apotheker) (1920–1999), deutscher Apotheker und Unternehmer, Gründer von Vetter Pharma
- Helmut Vetter (Tänzer) (1923–1988), deutscher Tänzer
- Helmut Vetter (Künstler) (1923–2009), deutscher Grafiker, Maler und Architekt
- Helmuth Vetter (* 1942), österreichischer Philosoph
- Herbert Vetter (Mediziner) (1920–2009), österreichischer Physiker und Nuklearmediziner
- Herbert Vetter (* 1957), deutscher Schachspieler
- Hermann Vetter (Musikpädagoge) (1859–1928), deutscher Pianist und Musikpädagoge
- Hermann Vetter (Fußballspieler) (* 1921), deutscher Fußballspieler
- Hermann Vetter (Übersetzer) (* 1932/1933), deutscher Philosoph und Übersetzer
- Horst Vetter (1927–2022), deutscher Kaufmann und Politiker (FDP), Senator von Berlin

### I
- Ingrid Vetter (* 1941), deutsche Kunsthistorikerin und Kuratorin
- Isolde Vetter (* 1944), deutsche Musikwissenschaftlerin

### J
- Jakob Vetter (1872–1918), deutscher Prediger und Gründer der Zeltmission
- Jakob Vetter (Verleger) (1901–1953), Schweizer Drucker und Verleger
- Jan Vetter (*  1963), deutscher Rockmusiker, Sänger, Gitarrist, Bassist und Fotograf, siehe Farin Urlaub
- Jan Vetter (* 1985), deutscher Hip-Hop-Produzent, siehe Wun Two
- Jessie Vetter (* 1985), US-amerikanische Eishockeytorhüterin
- Joachim Vetter (* 1957), deutscher Jurist
- Jochen Vetter (* 1949), deutscher Musiker, Filmemacher, Maler und Journalist
- Johann Georg Vetter (1681–1745), deutscher Kartograph
- Johann Karl Vetter (um 1680–1742), böhmischer Bildhauer
- Johannes Vetter (Kirchenmusiker) (* 1952), deutscher Kirchenmusiker
- Johannes Vetter (* 1993), deutscher Speerwerfer
- Josef Vetter (1864–1922), deutscher Unternehmer und Textilindustrieller
- Joseph Vetter (1860–1936), Schweizer Bildhauer
- Julius Vetter (Heimatforscher) (1802–1877), deutscher Lehrer und Heimatforscher
- Julius Vetter (Stifter) (1853–1917), russischer Kaufmann, Unternehmer und Stifter

### K
- Karl Vetter (Politiker, 1895) (1895–1964), deutscher Politiker (NSDAP), MdR
- Karl Vetter (Politiker, 1897) (1897–1957), deutscher Politiker (RPD) und Verleger
- Karl Vetter (Fußballspieler) (1917–1984), deutscher Fußballspieler und -trainer
- Karl Vetter (Politiker, 1953) (* 1953), deutscher Politiker (FW), MdL Bayern
- Klaus Vetter (Hockeyspieler) (* 1934), deutscher Hockeyspieler
- Klaus Vetter (Historiker) (1938–2023), deutscher Historiker
- Klaus Vetter (Mediziner) (* 1946), deutscher Gynäkologe und Geburtshelfer
- Klaus J. Vetter (1916–1974), deutscher Physikochemiker
- Kristian Vetter (* 1964), dänischer Musicaldarsteller
- Kurt Heinrich Vetter (1862–1945), Bürgermeister, Mitglied des Provinziallandtages der Provinz Hessen-Nassau

### L
- Laura Vetter (* 1996), deutsche Schauspielerin, Influencerin und Model
- Leo Vetter (1842–1923), deutscher Kaufmann und Bäderpionier
- Lilli Vetter (1889–1972), deutsche Künstlerin
- Lothar Vetter (* 1931), deutscher Journalist
- Luis Vetter (* 2002), Schweizer Snookerspieler

### M
- Marcus Vetter (* 1967), deutscher Dokumentarfilmer
- Marcus (Avunculus) Vetter († 1554), römisch-katholischer Bischof
- Marianus Vetter (1892–1968), deutscher katholischer Geistlicher
- Martin Vetter (* 1964), deutscher evangelischer Theologe
- Mathias Vetter (* 1981), deutscher Mathematiker und Hochschullehrer
- Max Vetter (1892–1917), deutscher Ruderer
- Michael Vetter (Komponist) (1943–2013), deutscher Komponist, Schriftsteller und Künstler
- Michael Vetter (General) (* 1962), deutscher Generalleutnant

### N
- Nicolaus Vetter (1666–1734), deutscher Organist und Komponist

### O
- Otto Vetter (1935–2012), deutscher Unternehmer und Firmengründer

### P
- Patrick Vetter (* 1987), deutscher Eishockeytorwart
- Paul Vetter (1850–1906), deutscher katholischer Geistlicher, Theologe und Hochschullehrer
- Pauli Hofer-Vetter (1923–2013), österreichische Malerin, Organistin, Musiklehrerin und Volksliedsammlerin
- Peter Vetter (1941–2009), deutscher Politiker (CDU), Mitglied des Abgeordnetenhauses von Berlin
- Phil Vetter (* 1971), deutscher Singer-Songwriter

### Q
- Quido Vetter (1881–1960), tschechischer Mathematikhistoriker

### R
- Reinhard Vetter (* 1940), deutscher Jurist und Datenschutzexperte
- Reinhold Vetter (* 1946), deutscher Wissenschaftler und Publizist
- Richard H. Vetter (1928–2015), US-amerikanischer Techniker, Ingenieur und Kameraspezialist
- Richard Vetter (1919–2000), deutscher Erfinder
- Roland Vetter (1946–2011), deutscher Lehrer und Heimatforscher
- Rolf Vetter (* 1949), deutscher Wirtschaftswissenschaftler und Hochschullehrer
- Rudolf Vetter (Journalist) (?–1956), Schweizer Journalist
- Rudolf Vetter (Chemiker) (Rudolf Conrad Vetter; 1890–1967), Schweizer Chemiker
- Rudolf Vetter (Ingenieur) (* 1943), deutscher Ingenieur und Hochschullehrer

### S
- Sandra Vetter (* 1985), deutsche Basketballnationalspielerin
- Sascha Vetter (* 1971), deutscher Ju-Jutsu-Sportler
- Sophie-Mayuko Vetter (* 1978), deutsch-japanische Pianistin

### T
- Theodor Vetter (Anglist) (1853–1922), Schweizer Anglist
- Theodor Vetter (Musiker) (1862–nach 1907), deutscher Zitherspieler
- Theodor Vetter (1932–2004), deutscher Tätowierer
- Thomas Vetter (* 1959), deutscher Informatiker und Hochschullehrer
- Tobias Vetter (* 1981), deutscher Paracycler

### U
- Udo Vetter (Mathematiker) (* 1938), deutscher Mathematiker und Hochschullehrer
- Udo Johannes Vetter (* 1954), deutscher Apotheker und Unternehmer
- Udo Stephan Vetter (* 1964), deutscher Fachanwalt für Strafrecht und Blogger

- Ulrich Vetter (* 1963), deutscher Architekt und Hochschullehrer

### W
- Walter Vetter (Unternehmer) (1896–1972), deutscher Unternehmer
- Walter Vetter (Heimatforscher) (1933–1991), deutscher Journalist, Versicherungsmanager und Heimatforscher
- Walter Vetter (Chemiker) (* 1960), deutscher Lebensmittelchemiker und Hochschullehrer
- Walther Vetter (1891–1967), deutscher Musikwissenschaftler
- Wenzel Alois Vetter Graf von Lilienberg (1767–1840), österreichischer Feldzeugmeister
- Werner Vetter (* 1930), deutscher Fußballspieler
- Wilhelm Vetter (Pfarrer) (Karl Wilhelm Vetter; 1801–1895), deutscher Pfarrer und Publizist
- Wilhelm Vetter (Politiker) (1864–1943), deutscher Schreiner und Politiker (SPD)
- Wilhelm Vetter (Mediziner) (* 1941), Schweizer Internist
- Wilhelmine Vetter (1795–nach 1834), deutsche Schauspielerin, siehe Wilhelmine Aschenbrenner
- William Vetter (1903–1986), Schweizer Architekt
- Wolfgang Vetter (1926–2020), deutscher Unternehmer (Vetter Verkehrsbetriebe)

### Y
- York Sure-Vetter, deutscher Informatiker, Direktor der Nationalen Forschungsdateninfrastruktur (NFDI)